# Cecily Bonville
Pour les articles homonymes, voir Bonville.
Cecily Bonville, 7e baronne Harington, 2e baronne Bonville (30 juin 1460 - 12 mai 1529) est une pair anglaise, qui est également marquise de Dorset par son premier mariage avec Thomas Grey (1er marquis de Dorset) et comtesse de Wiltshire par son second mariage avec Henry Stafford (1er comte de Wiltshire).
Les Bonville sont de fidèles partisans de la maison d'York pendant la série de guerres civiles dynastiques pour le trône d'Angleterre, connues sous le nom de Guerre des Deux-Roses (1455-1487). Quand elle a moins d'un an, Cecily devient l'héritière la plus riche d'Angleterre après que ses parents masculins aient été tués au combat contre la maison de Lancastre.
La vie de Cecily après la mort de son premier mari en 1501 est marquée par une dispute acrimonieuse avec son fils et héritier, Thomas Grey (2e marquis de Dorset). Cela concerne le droit de Cecily de rester l'unique exécuteur testamentaire de la succession de son défunt mari et de contrôler son propre héritage, ce que Thomas conteste à la suite de son second mariage avec Henry Stafford, un homme de plusieurs années son cadet. Leur querelle nécessite l'intervention du roi Henri VII et du conseil royal.
Lady Jane Gray, Lady Catherine Gray et Lady Mary Gray sont ses arrière-petites-filles. Tous les trois sont dans la ligne de succession au trône d'Angleterre. Jane, l'aînée, règne en tant que reine pendant neuf jours en juillet 1553.

## Héritage Bonville

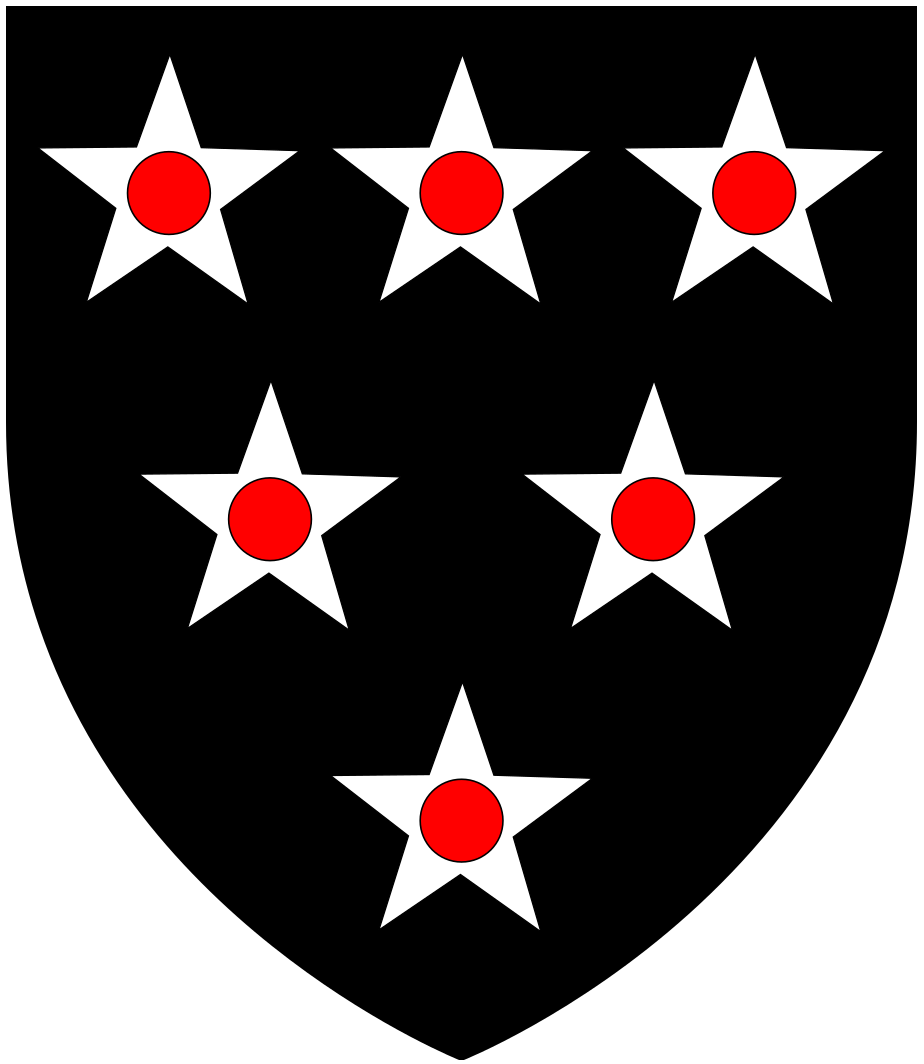
Armoiries de Bonville : de sable, à six étoiles d'argent ajourées de gueules

Cecily Bonville est née le ou vers le 30 juin 1460 à Shute Manor à Shute près d'Axminster, Devon, Angleterre. Elle est la fille unique et l'héritière de William Bonville, 6e baron Harington d'Aldingham et de Catherine Neville, une sœur cadette du commandant militaire Richard Neville (16e comte de Warwick) connu dans l'histoire sous le nom de « Warwick le faiseur de rois ». Sa famille a acquis la baronnie de Harington par le mariage de son grand-père paternel William Bonville avec Elizabeth Harington, fille et héritière de William Harington, 5e baron Harington d'Aldingham.
Lorsque Cecily n'a que six mois, son père, Lord Harington, et son grand-père, William Bonville, sont exécutés à la suite de la désastreuse bataille de Wakefield le 30 décembre 1460. Les Bonville, ayant combattu avec le contingent yorkiste, n'ont eu aucune pitié de la part des troupes victorieuses de Marguerite d'Anjou (épouse du roi Henri VI d'Angleterre), qui dirige la Maison de Lancastre, et sont rapidement décapités sur le champ de bataille. Le grand-père maternel de Cecily, Richard Neville (5e comte de Salisbury), est également exécuté après la bataille. Marguerite d'Anjou, reine d'Angleterre, est à l'époque en Écosse pour recueillir des soutiens pour sa cause et n'est donc pas présente à Wakefield. En moins de deux mois, les Yorkistes subissent une autre défaite majeure lors de la deuxième bataille de St Albans le 17 février 1461, et le commandant de l'armée lancastrienne Marguerite d'Anjou, dans un acte de vengeance, ordonne personnellement l'exécution de l'arrière-grand-père de Cecily, William Bonville (1er baron Bonville), le lendemain. Ces exécutions laissent Cecily Bonville comme l'héritière la plus riche d'Angleterre  ayant hérité de nombreux domaines dans le West Country  ainsi que des manoirs dans le Lancashire, le Lincolnshire, le Yorkshire et le Cumberland . Elle accède au titre de suo jure 7e baronne Harington d'Aldingham le 30 décembre 1460  et au titre de suo jure 2e baronne Bonville le 18 février 1461 .

## Beau-père
Sa mère se remarie peu avant le 6 février 1462 avec William Hastings, 1er baron Hastings, l'un des hommes les plus puissants d'Angleterre, Lord-chambellan et conseiller personnel de son cousin le roi Édouard IV, qui à ce moment-là occupe le trône, ayant été proclamé roi à Londres le 4 mars 1461. Edward renforce son pouvoir avec la victoire retentissante des Yorkistes le 29 mars à la bataille de Towton où, en tant que commandant général de l'armée Yorkiste, il écrase les Lancastre qui subissent de lourdes pertes, notamment la mort de deux de leurs commandants Henry Percy (3e comte de Northumberland) et Andrew Trollope.
En plus de sa propre dot, Katherine confie la tutelle de Cecily à son nouveau mari.
Par le mariage de sa mère avec Lord Hastings, Cecily a trois demi-frères, Edward Hastings (2e baron Hastings) (26 novembre 1466 - 8 novembre 1506), qui épouse Mary Hungerford, baronne Botreaux, par qui il a des descendants, Richard Hastings (né en 1468), William Hastings qui épouse Jane Sheffield ; et une demi-sœur, Anne Hastings qui épouse George Talbot (4e comte de Shrewsbury), dont elle a une descendance.

## Premier mariage
Cecily est considérée comme une candidate au mariage possible pour William, le fils aîné et héritier du comte de Pembroke, qui approche son oncle influent le comte de Warwick avec sa proposition vers 1468. Warwick refuse son offre, car il considère que le fils du comte n'a pas suffisamment de noblesse et de prestige pour épouser un membre de sa famille. Environ six ans plus tard, un autre conjoint est trouvé pour Cecily, Warwick, étant mort (il est tué à la bataille de Barnet en 1471), le mariage se fait.
Elle épouse Thomas Grey (1er marquis de Dorset), le 18 juillet 1474, un peu plus de deux semaines après son quatorzième anniversaire. Il est le fils aîné de la reine consort du roi Edward, Élisabeth Woodville, et de son premier mari, John Gray de Groby (un chevalier Lancastre qui a été tué au combat lors de la deuxième bataille de St Albans). C'est le deuxième mariage de Thomas. Sa première femme, qu'il a épousée en octobre 1466, Anne Holland, fille unique et héritière d'Henry Holland, 3e duc d'Exeter, et d'Anne d'York est morte sans enfant entre le 26 août 1467 et le 6 juin 1474. Le mariage de Cecily est proposé et arrangé par la reine Élisabeth Woodville, qui, avec l'aide du roi Edouard, persuade le beau-père et tuteur légal de Cecily, le baron Hastings, d'accepter le mariage, malgré l'aversion de ce dernier pour Thomas et l'opposition de sa mère, Lady Hastings, au mariage,. La reine a acheté la même année la tutelle de Cecily à Hastings pour faciliter le mariage . L'accord de mariage stipule que, si Thomas meurt avant la consommation du mariage, Cecily épouserait alors son frère cadet Richard Grey. Cet accord est confirmé par une loi du Parlement. Le mariage coûte à Elizabeth Woodville la somme de 2 500 £. Elle administre l'héritage de Cecily jusqu'à ce que cette dernière ait 16 ans. Cecily Bonville et Thomas Grey partagent un ancêtre commun en la personne de Reginald Grey (3e baron Grey de Ruthyn), qui se marie deux fois ; d'abord à Margaret de Ros, et ensuite à Joan de Astley. Au moment du mariage de Cecily avec Thomas, ce dernier porte le titre de comte de Huntingdon ; il renonce à cette pairie un an plus tard en 1475, lorsqu'il est créé marquis de Dorset. Étant donné que les femmes ne sont pas autorisées à siéger au Parlement, Thomas siège à la place de Cecily en tant que baron Harington et Bonville.
Le mari de Cecily, un coureur de jupons notoire, partage la même maîtresse, Jane Shore, avec son beau-père, le roi Edouard,. Lorsque le roi meurt en avril 1483, Jane devient alors la maîtresse du beau-père de Cecily, le baron Hastings. Cette nouvelle situation ne fait qu'aigrir les relations difficiles entre Hastings et Thomas. Avec sa mère, Thomas tente de s'emparer du pouvoir immédiatement après la mort du roi, car le nouveau roi, Édouard V, est mineur de 12 ans. Thomas vole une partie du trésor royal de la Tour de Londres, le partageant entre sa mère et son oncle Édouard Woodville, qui utilise sa part pour équiper une flotte de navires à l'instigation de Thomas ; ostensiblement pour patrouiller les côtes anglaises contre les pirates français, mais en fait c'est une flotte de Woodville à utiliser contre leurs ennemis en Angleterre. Jane Shore joue un rôle déterminant dans la défection d'Hastings du côté du plus jeune frère du roi Édouard, Richard, duc de Gloucester, qui est nommé Lord-protecteur du royaume par la volonté d'Édouard IV. Dans cette position d'autorité, Richard rassemble une force d'amis, de nobles locaux et de serviteurs, se dirige vers le sud dans une cavalcade armée depuis son bastion du Yorkshire du Château de Middleham pour séparer le jeune roi des Woodville, mettant rapidement fin à leurs ambitions et à leur longue domination à la cour. Jane persuade Hastings de rejoindre la famille Woodville dans un complot visant à destituer le Lord Protecteur ; et lorsque Richard est informé de la trahison d'Hastings, il ordonne son exécution immédiate le 13 juin 1483 à la Tour de Londres. Hastings n'est pas déclaré hors la loi, cependant, et la mère de Cecily est placée sous la protection de Richard.
L'oncle maternel de Thomas, Anthony Woodville, comte Rivers, et son propre frère cadet Richard Grey sont tous deux exécutés le 25 juin 1483 sur ordre de l'ancien Lord Protecteur, le roi Richard III, qui a réclamé trois jours plus tôt la couronne d'Angleterre pour lui-même. La demande de Richard est soutenue par une loi du Parlement connue sous le nom de Titulus Regius qui déclare le demi-frère de Thomas le roi sans couronne Édouard V et ses frères et sœurs illégitimes. Bien que Thomas et Cecily aient assisté au couronnement de Richard, plus tard cette année-là, Thomas rejoint la rébellion d'Henry Stafford (2e duc de Buckingham) contre le roi. Lorsque cette révolte échoue et que Buckingham est exécuté par la suite, il laisse Cecily en Angleterre et s'enfuit en Bretagne. Là, il devient un soutien d'Henri Tudor, qui montera sur le trône d'Angleterre sous le nom d'Henri VII après son succès à la bataille de Bosworth le 22 août 1485. Pendant que Thomas est à l'étranger au service d'Henry Tudor, le roi Richard veille à ce que Cecily et les épouses des autres rebelles ne soient pas agressées, ni que leurs droits de propriété personnelle ne soient altérés . Le roi Richard est tué à Bosworth par les forces lancastriennes d'Henri, inaugurant la dynastie Tudor. Thomas, cependant, ne joue aucun rôle dans l'invasion de l'Angleterre par Henry Tudor, ni dans la bataille qui s'ensuivit, ayant été confiné à Paris en garantie du remboursement d'un prêt français à Henry. En 1484, Thomas a retourné son allégeance au roi Richard après avoir appris que sa mère s'est réconciliée avec lui. Il rentre chez lui en Angleterre pour faire la paix avec Richard lorsqu'il est intercepté à Compiègne par les émissaires d'Henry Tudor et contraint de rester en France.
Malgré ses antécédents familiaux Yorkistes et la désertion de son mari de la cause Tudor en faveur du roi Richard, elle et Thomas (depuis son retour en Angleterre) sont tous deux invités au couronnement du roi Henri VII. Le mois suivant, le nouveau roi lève la mise hors la loi qui a été placé sur Thomas en janvier 1484 par Richard III pour sa participation à la rébellion infructueuse du duc de Buckingham . Les Dorset assistent également au mariage d'Henri et d'Élisabeth d'York en janvier 1486. Elizabeth est la demi-sœur utérine aînée de Thomas par le second mariage de sa mère avec le roi Edouard. Lorsqu'elle est couronnée reine consort en novembre 1487, Cecily et Thomas sont présents à l'intérieur de l'abbaye de Westminster pour assister à la cérémonie. A l'occasion du baptême du prince Arthur, Cecily est choisie pour porter la traîne du garçon tandis que sa belle-mère, la reine douairière, est la marraine du prince. La cérémonie a eu lieu à la cathédrale de Winchester.
Thomas et Cecily ont ensemble quatorze enfants, dont onze survivent jusqu'à l'âge adulte. La naissance de son fils aîné, Thomas, est notée dans une lettre de Jean Paston II à Jean Paston III en juin 1477 : Tydyngys, butt that hier my lady Marqueys off Dorset Whyche is my Lady Hastyngys dowtre, hadd chylde a sone.

### Descendance
- Thomas Grey (2e marquis de Dorset) (22 juin 1477 - 10 octobre 1530) ; épouse Margaret Wotton, dont il a des descendants, dont Henry Grey (1er duc de Suffolk). Henry, à son tour, épouse Frances Brandon, fille de Marie Tudor (1496-1533). Henry Grey et Frances Brandon sont les parents de Lady Jane Gray, Lady Catherine Gray et Lady Mary Gray.
- Leonard Grey, 1er vicomte Grane (c.1478 - 28 juillet 1541) Lord adjoint d'Irlande ; épouse Eleanor Sutton. Il est déclaré hors la loi et exécuté à la Tour de Londres pour haute trahison par les ordres du roi Henri VIII.
- Dorothy Anne Grey (1480-1552) ; épouse Robert Willoughby, 2e baron Willoughby de Broke, dont elle a des descendants, et se remarie à William Blount (4e baron Mountjoy), dont elle a des descendants.
- Mary Grey (1491 - 22 février 1538) ; épouse le 15 décembre 1503 Walter Devereux (1er vicomte Hereford), dont elle a trois fils, dont Sir Richard Devereaux, qui est le grand-père de Robert Devereux (2e comte d'Essex), et de Penelope Devereux.
- Elizabeth Grey (c.1497 - après 1548) ; demoiselle d'honneur de Marie Tudor, reine de France et de la successeur de cette dernière, la reine Claude de France ; épouse vers 1522 Gerald FitzGerald (9e comte de Kildare), dont elle a des descendants, dont Elizabeth FitzGerald, également connue sous le nom de "The Fair Geraldine", et Gerald FitzGerald (11e comte de Kildare).
- Cecily Gray (morte en 1554) ; épouse John Sutton (3e baron Dudley), dont elle a des descendants.
- Edward Grey ; épouse Anne Jerningham.
- Eleanor Grey (en) ; épouse John Arundell (1474-1545) (en), dont elle a des descendants.
- Margaret Grey ; mariée Richard Wake, Esq.
- Anthony Grey ; est mort jeune.
- Bridget Grey ; est mort jeune.
- George Grey ; entré dans les ordres ; on ne sait rien de plus sur lui.
- Richard Grey ; épouse Florence Pudney.
- John Grey ; est mort jeune.

## Dernières années

### L'allée du Dorset

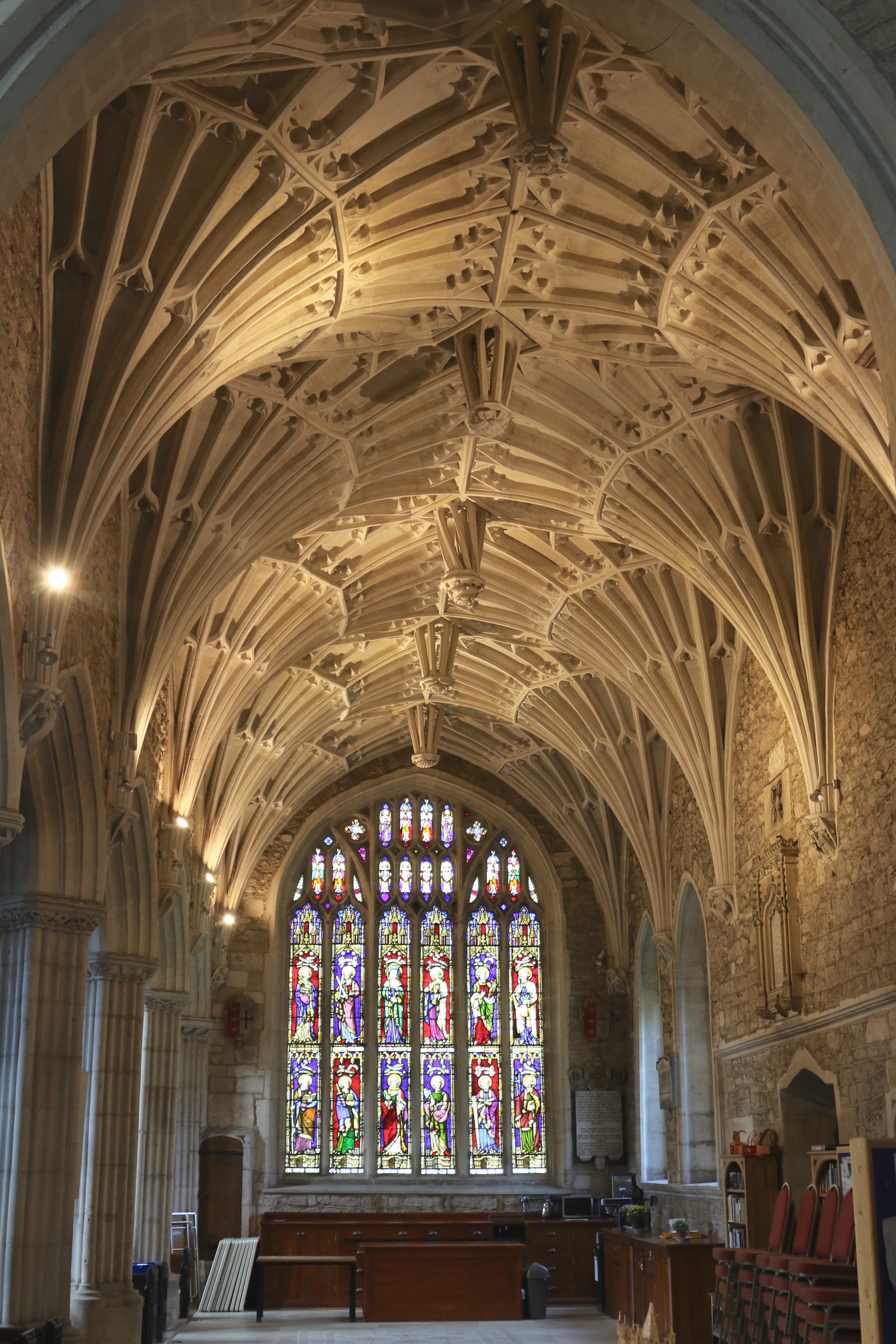
Plafond voûté de l'allée nord ("Dorset Aisle") de l'église Ottery St Mary, construite par Cecily Bonville, marquise de Dorset. Elle a également construit le porche nord qui affiche des nœuds de Stafford sculptés, un insigne héraldique de son deuxième mari

Dans les années 1490, Cecily ajoute une magnifique allée nord voûtée en éventail, qu'elle a personnellement conçue, à l'église d'Ottery St Mary dans le Devon. L'un des nombreux domaines qu'elle a hérités de son père est le manoir voisin de Knightstone  dans la paroisse. Cette allée nord est donc connue sous le nom de « Dorset Aisle ». Comme Cecily a été présente à l'inauguration de la chapelle St George au château de Windsor en 1476, elle s'est inspirée de sa construction pour concevoir plus tard l'allée nord d'Ottery St Mary dans un style similaire . Ses armoiries, une figure de Sainte-Cécile et des emblèmes et insignes héraldiques sculptés sont exposés dans toute l'allée représentant sa propre lignée ainsi que celle de ses deux époux. Elle fait également plusieurs ajouts à d'autres églises situées dans la localité de ses vastes possessions de West Country; cependant, aucune n'a été exécuté aussi magnifiquement et avec une attention aussi méticuleuse aux détails que le Dorset Aisle.
À la mort de Thomas Grey en septembre 1501, le fils aîné de Cecily, Thomas, hérite de son titre et de certains de ses domaines, mais Cecily conserve la plus grande partie de ses terres et propriétés. Cecily est également nommée comme l'un des exécuteurs testamentaires de sa mère dans le testament de cette dernière, qui est écrit peu de temps avant sa mort en 1504 .

### Dispute avec son fils
Elle se remarie en 1503 le jour de sa fête du 22 novembre, à Henry Stafford, 1er comte de Wiltshire ; cependant, ce mariage n'a pas d'enfants. Comme le mariage a nécessité une dispense papale et la licence du roi, Stafford paie à Henry VII la somme de 2 000 £ pour la permission nécessaire d'épouser Cecily, qui à 43 ans, a 19 ans de plus que son époux. Son fils Thomas, le 2e marquis de Dorset désapprouve avec véhémence le mariage, car il craint qu'elle n'utilise son héritage pour « doter son nouveau mari à ses propres frais ». Ses craintes ont un certain fondement car Cecily donne à Stafford un domaine viager dans des avoirs évalués à 1 000 £ par an et a même juré de lui laisser le reste de son capital si Thomas décédait avant elle. Cela pousse Thomas à contester le droit de Cecily de continuer en tant que seul exécuteur testamentaire de son père, ce qui entraîne un différend acrimonieux qui nécessite l'intervention du roi Henri VII et de son conseil pour l'empêcher de s'aggraver encore plus . Le règlement que le roi impose autorise Cecily à gérer la succession de son défunt mari jusqu'à ce qu'elle ait payé ses dettes, mais l'empêche de réclamer sa dot jusqu'à ce qu'elle ait transféré le reste de l'héritage de son fils . La décision du roi Henri limite également sévèrement son contrôle sur son propre héritage : elle doit léguer le tout à Thomas à sa mort ; jusque-là, Cecily est autorisée à concéder des terres valant jusqu'à 1 000 marks par an pendant un certain nombre d'années . L'historienne Barbara Jean Harris déclare que le décret de la Couronne limite considérablement les droits personnels de Cecily en tant qu'héritière en faveur de ceux de son fils aîné et de la tradition de primogéniture . Près de deux décennies plus tard, elle et son fils se disputent à nouveau sur leurs devoirs mutuels envers les sept frères et sœurs survivants de Thomas. Le cardinal Thomas Wolsey arbitre au nom du roi Henri VIII et ordonne à Cecily et à Thomas de contribuer à la dot de ses quatre filles vivantes : Dorothy, Mary, Elizabeth et Cecily. Elle est également forcée de créer des rentes individuelles tirées de ses propres fonds pour ses trois fils cadets . En 1527, elle donne à sa fille Elizabeth une dot supplémentaire de 1 000 £, bien que son mariage avec le comte de Kildare soit allé contre la volonté de Cecily et de son premier mari.

### Mort et héritage

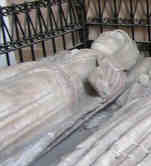
Effigie présumée et partiellement endommagée de Cecily Bonville sur sa tombe dans l'église de Sainte Marie la Vierge, Astley, Warwickshire

Au cours de sa vie, Cecily agrandit le manoir Shute, d'une maison de campagne médiévale en une grande résidence Tudor. Les dernières années de sa vie se passent au château d'Astley à Astley, Warwickshire, le siège de la famille Grey.
Cecily est décédée lors d'une épidémie de la Suette le 12 mai 1529 à Shacklewell à Hackney, Londres. Elle est enterrée dans l'église collégiale de St. Mary the Virgin, Astley, Warwickshire, où son effigie (qui a été endommagée), peut être vue aux côtés de ceux de son cousin éloigné, Edward Grey, vicomte Lisle (d. 1492) et sa femme Elizabeth, née Talbot (d. 1487). Cecily est à l'extrême gauche du groupe portant une coiffe à fronton, une jupe échancrée, un cote-hardie et un manteau, aux coins desquels se trouvent deux petits chiens. Elle n'a pas tout à fait soixante-neuf ans au moment de sa mort. Son deuxième mari est mort six ans plus tôt, très endetté et Cecily a été légalement obligée de rembourser. Dans son testament, Cecily exprime son souhait d'être enterrée avec son premier mari, et prend les dispositions nécessaires pour la construction d'un « bon tombeau ». Elle demande également que mille messes soient dites pour son âme « dans la plus grande hâte qui soit » .